# 土屋神葉
土屋神葉（日语：／ Tsuchiya Shinba，1996年4月4日—）是日本男性聲優、演員，曾隸屬於向日葵劇團→TRANSWORLD JAPAN，目前隸屬於自由身。

## 演藝生涯
2021年，獲得聲優獎新人男優獎。
2022年5月1日，Twitter帳戶開設後宣佈2022年4月30日隸屬的向日葵劇團退團發表。
2022年6月1日，在Twitter帳戶宣佈加入藝能事務所TRANSWORLD JAPAN隸屬發表。
2023年3月1日， X（前Twitter）帳戶宣佈從藝能事務所TRANSWORLD JAPAN約滿退所發表，成為自由身活動。

## 個人生活
土屋神葉有兩個姐姐，分別是大姐土屋炎伽（啦啦隊隊員，2019 Miss Japan冠軍得主）和二姐土屋太鳳（演員）。

## 配音作品

### 電視動畫
2016年
- 排球少年！！烏野高中 VS 白鳥澤學園高中（五色工）

2017年
- 龍的牙醫
- 舞動青春（富士田多多良）

2018年
- BEATLESS 沒有心跳的少女（圍觀者B、男C、抗體網路B、客A、士兵A、不良C）
- 三麗鷗男子（社員、弓道社員、男子、圖書委員、足球隊員）
- 打工小哥！之2！（ベルヶ峰先輩）

2019年
- 深夜的超自然公務員（太郎坊、職員）
- 騷亂時節的少女們。（典元泉）

2020年
- 排球少年！！TO THE TOP（五色工）
- 織田肉桂信長（夢魘殺手）
- 果然我的青春戀愛喜劇搞錯了。完（相模）

2021年
- 偶像學園Planet！（瀨川樹、男子、音響職員、粉絲）※同時在真人部份出演
- 小松先生（同期AI）
- 再見了，我的克拉默（谷安昭）
- 後空翻少年！！（雙葉翔太郎）
- 白沙的Aquatope（仲村櫂）

2022年
- 秘密內幕～女警的反擊～（山田武志）
- Love All Play（門田博人[5]）
- 群青的開幕曲（風波駿[6]）
- 足球風雲 Goal to the Future（小久保公平[7]）
- 聖劍傳說 Legend of Mana -The Teardrop Crystal-（薩弗）

2023年
- 虛構推理（紺野和幸[8]）
- 藍色管弦樂（佐伯直[9]）
- 魔術士歐菲 流浪之旅 聖域篇（カコルキスト[10]）

2024年
- 吹響吧！上低音號3（月永求[11]）
- 新幹線變形機器人 CHANGE THE WORLD（九頭竜リョータ[12]）
- Delico's Nursery（烏魯·德里克〈青年期〉[13]）

2025年
- 機動戰士Gundam GQuuuuuuX（修司伊藤[14]）
- Clevatess -魔獸之王與嬰兒與屍之勇者-（米納克[15]）
- 為丑女獻上花束（上野陽介[16]）
- Let's Play（Marshall Law[17]）

### 動畫電影
- 吹響吧！上低音號 ～誓言的終章～（2019年，月永求）
- BURN THE WITCH（2020年，巴高·帕斯）
- 電影版 後空翻少年！！（2022年，雙葉翔太郎）

### 網路動畫
2023年
- BURN THE WITCH #0.8（巴高·帕斯[18]）

2025年
- 迪士尼 扭曲仙境 動畫版（Epel Felmier[19]）

### 電視劇
- 超人力霸王特利卡：New Generation Tiga（2021年，青年利布特/超人力霸王利布特）

### 電影
- The Grudge 3（不死咒怨3）（2009年）: 飾演 佐伯俊雄
- （2009年）：飾演 大介（少年時代）
- （2009年）：飾演 香太的哥哥
- 3月的獅子 前篇（2017年）：飾演 男子高校生
- （2019年）：飾演 無銘 / 倶利伽羅江

### 遊戲
- （猶月）
- BLEACH: Brave Souls（巴高·帕斯）

## 外部連結
- 經紀公司個人資料頁（日語）